# Drosera allantostigma
Drosera allantostigma es una especiede planta carnívora perteneciente a la familia Droseraceae que es originaria de Australia.

## Descripción
Es una planta fibrosa arraigada, en roseta perenne, herbácea que alcanza los 0,08 m de altura. Las flores de color blanco se producen en noviembre-diciembre de los suelos de marga, arena de sílice o suelos de turba. Márgenes de depresiones de los inviernos húmedos.

## Taxonomía
Drosera allantostigma fue descrita por (N.G.Marchant & Lowrie) Lowrie Conran y publicado en Taxon 56: 538. 2007.
Sinonimia
- Drosera nitidula var. allantostigma (N.G.Marchant & Lowrie) Schlauer
- Drosera nitidula subsp. allantostigma N.G.Marchant & Lowrie[3]